# The Mercury News
The Mercury News (antes San Jose Mercury News) es un periódico estadounidense, publicado en San José (California). Es propiedad de MediaNews Group. Su sede y planta de impresión se encuentran en el norte de San José junto a la autopista Nimitz (Interestatal 880). El Mercury News abarca todos los demás periódicos del Área de la Bahía de San Francisco propiedad de News Media Group, incluyendo el Oakland Tribune, Contra Costa Times, Marin Independent Journal, San Mateo County Times, Santa Cruz Sentinel, y otros 10 diarios locales, cada uno de los cuales son la marca de "una edición del San Jose Mercury News", lo que explica la alta circulación del periódico.

## Historia
El San Jose Mercury fue fundada en 1851 como el San Jose Weekly Visitor, mientras que el San José News fue fundada en 1883. En 1942, el Mercury compró el News y continuó publicando ambos diarios, con el Mercury como el periódico de la mañana y el News como el periódico de la tarde. En 1983, los periódicos se fusionaron en el San Jose Mercury News, con las ediciones de mañana y tarde. La edición de la tarde fue abandonada más tarde.
El periódico afirma que el nombre de "Mercury" se refiere a la importancia de la industria de mercurio durante la Fiebre del oro de California. El nombre tiene un doble significado, ya que Mercurio es el mensajero romano de los dioses y el dios del comercio y de los ladrones, conocido por su rapidez, y el nombre de Mercurio está generalmente utilizados en los periódicos sin la asociación del mineral del mercurio.
Debido a su ubicación en Silicon Valley, el Mercury News ha cubierto muchos de los eventos clave en la historia de la informática.

## Cobertura
La cobertura y la circulación local del diario se concentra en toda la zona de la Bahía, además del Condado de Santa Cruz y la exclusión de San Francisco y el condado de Sonoma.